# Nathaniel Branden
Nathaniel Branden, właśc. Nathan Blumenthal (ur. 9 kwietnia 1930 w Brampton w Kanadzie, zm. 3 grudnia 2014 w Los Angeles) – psychoterapeuta i pisarz, najbardziej znany z prac poświęconych poczuciu własnej wartości. Będąc współpracownikiem i partnerem Ayn Rand, Branden miał znaczący udział w propagowaniu filozofii Rand znanej jako obiektywizm.
Branden ukończył psychologię na Uniwersytecie Kalifornijskim (BA), oraz Nowojorskim (MA), w 1973 zdobył tytuł doktorski (Ph. D.) w California Graduate Institute. W 1950 Branden poznał pisarkę Ayn Rand, której opowiadań był miłośnikiem. Rand oraz młodszy od niej o 25 lat Branden zostali kochankami i nawiązali współpracę, która trwała do roku 1968. Na ten związek zgodzili się również ówcześni małżonkowie obojga. Co ciekawe, Murray N. Rothbard w latach pięćdziesiątych skrytykował pogląd obiektywistów, jakoby wszyscy ludzie byli wyposażeni w zdolność posługiwania się rozumem, a potencjał ten nie zależał od genetyki i czynników zewnętrznych. Podważał on opinię, że ludzie są tylko „wiązkami przesłanek”, co prowadziło, według Rothbarda, do wniosku iż wszyscy dążący do racjonalności mieliby takie same wiązki, byliby tacy sami. Na podstawie tej dedukcji filozof twierdził: „logicznym wnioskiem jest to, że nie ma żadnej różnicy, czy Ayn Rand prześpi się z Nathanielem Brandenem, czy nie ani też, czy zrobi to jakakolwiek dwójka jej uczniów, gdyż wszyscy oni mają te same przesłanki, są takimi samymi ludźmi, a raczej nawzajem wymienialnymi częściami tej samej machiny”. Tym samym kilka miesięcy przed romansem przewidział go. W późniejszym okresie kanadyjski psychoterapeuta próbował wyleczyć Murraya N. Rothbarda z fobii przed podróżowaniem. Niestety wysiłek nie doprowadził do upragnionego celu. Terapia okazała się jednak brzemienna w skutki podczas późniejszego sporu, w ramach którego obiektywista zarzucał anarchokapitaliście kradzież idei, że człowiek przychodzi na świat bez żadnej wrodzonej wiedzy i musi działać zgodnie z naturą, a najlepszym przewodnikiem jest rozum. Ludwig von Mises skwitował ten zarzut pisząc: „Naprawdę nie zdawałem sobie sprawy, że koncepcja głosząca, iż człowiek nie ma żadnej wbudowanej wiedzy, jak przetrwać, a zadaniem jego rozumu jest odkrywanie wartości i cnót (celów i środków),potrzebnych mu do utrzymania się przy życiu, nie była znana ludzkości przed jesienią 1957 roku”. Niezależnie od przebiegu tego sporu, niedawny pacjent skarżył się w liście do Richarda Cornuelle'a, że Nathaniel Brandon zaczął rozpowiadać informację na temat jego terapii, także fałszywe. Podczas tej próba walki z fobią psychoterapeuta zasugerował, że neuroza spowodowana jest m.in. irracjonalnym wyborem małżonki. Żona libertarianina była chrześcijanką, a wiara w Boga naruszała randowską zasadę pierwszeństwa rozumu. Lekarz polecał zmianę partnerki, później próbował przekonać ją do ateizmu. Ostatecznie wtedy Rothbard zerwał współpracę z Brandenem, tłumacząc to zrozumieniem „jaki z niego niedorzeczny fanatyk”. Branden był płodnym pisarzem, współautorem biuletynów The Objectivist Newsletter oraz książek Rand, takich jak Cnota egoizmu (1964). Po konflikcie z Rand, Branden usunięty został z głównego nurtu rozwoju filozofii obiektywizmu. Swoje życie z Ayn Rand opisał później w książce Judgement Day.
Jako samodzielny autor stał się jednym z propagatorów koncepcji poczucia własnej wartości (self-esteem), tłumaczonego także na język polski jako „samouznanie”. Podstawową tezą nauczania Brandena jest konieczność wzięcia odpowiedzialności za swoje życie, szacunku dla postrzeganej rzeczywistości i poznanie samego siebie.
Według Tadeusza Niwińskiego, kluczową u Brandena jest teoria „6 filarów poczucia własnej wartości”, którymi są:
- świadome życie
- samoakceptacja
- odpowiedzialność za siebie
- asertywność
- życie celowe
- prawość i uczciwość

Nathaniel Branden pracował jako psychoterapeuta i coach w Los Angeles.

## Publikacje
- Who Is Ayn Rand? (z Barbarą Branden) (1962)
- The Virtue of Selfishness (z Ayn Rand) (1964); wyd. polskie: Cnota egoizmu
- Capitalism: The Unknown Ideal (z Ayn Rand, Alanem Greenspanem i Robertem Hessenem) (1966); wyd. polskie: Kapitalizm - nieznany ideał
- The Psychology of Self-Esteem (1969); w 2001 ukazała się jubileuszowa edycja
- Breaking Free (1970)
- The Disowned Self (1971)
- The Psychology of Romantic Love (1980)
- The Romantic Love Question & Answer Book (1982)
- Honoring the Self (1983)
- How To Raise Your Self Esteem (1987)
- Judgement Day (1989)
- The Power of Self-Esteem (1992); wyd. polskie: Jak dobrze być sobą. O poczuciu własnej wartości
- The Art of Self Discovery (1993)
- The Six Pillars of Self-Esteem (1994); wyd. polskie: 6 filarów poczucia własnej wartości
- Taking Responsibility (1996); wyd. polskie: Odpowiedzialność
- The Art of Living Consciously (1997); wyd. polskie: Sztuka świadomego życia
- A Woman's Self-Esteem (1998)
- Self-Esteem at Work (1998)
- My Years with Ayn Rand (1999) (zmieniona wersja Judgement Day)